# Coppo (Einheit)
Der Coppo (Pl. Coppi), in der Bedeutung von Krug, war ein italienisches Volumenmaß im Herzogtum Lucca. Als Flüssigkeitsmaß Coppo di lucca hatte es im Ölhandel zwei Größen.
- 1. Größe: 1 Coppo = 5034 Pariser Kubikzoll = 99 ¾ Liter (99,81 Liter)
- 2. Größe: 1 Coppo = 6170 Pariser Kubikzoll = 122 ¼ Liter

Eine Unterteilung in Halbe-Coppo oder Doppelte-Coppo war möglich.
Beim Verkauf nach Gewicht hatte
- 1 Coppo =  264 Pfund = 88,308 Kilogramm = 24 Libbre grosso / Peso grosso[2]
- 1 Pfund = 334,5 Grammes[3]